# Winnertzia tenella
Winnertzia tenella är en tvåvingeart som först beskrevs av Walker 1856.  Winnertzia tenella ingår i släktet Winnertzia och familjen gallmyggor. Inga underarter finns listade i Catalogue of Life.